# Castello di Inzlingen
Castello di Inzlingen (in tedesco Wasserchloss Inzlingen), noto anche come castello di Reichenstein (Schloss Reichenstein) è un castello medievale circondato da un fossato situato nel villaggio di Inzlingen, nel distretto di Lörrach, Baden-Württemberg, nell'estremo sud-ovest della Germania. 

## Storia
Le origini del castello non sono databili con certezza. La prima prova scritta risale al 1511  – a quel tempo era di proprietà di un parente dei baroni Reich von Reichenstein. Questa nobile famiglia deteneva feudi dal Principato Vescovile di Basilea, dal Margraviato di Baden e dalla Casa d'Asburgo. A questa nobile famiglia - che ha espresso un principe-vescovo di Basilea, sei sindaci di Basilea e un preside dell'Università di Basilea - sono appartenuti anche il Castello di Landskron (Francia) e il Castello di Reichenstein (Svizzera). 
Nel 1394 il margravio Rodolfo III infeudò Heinrich Reich von Reichenstein con il diritto all'alta giustizia per quanto riguarda il villaggio di Inzlingen e successivamente la famiglia fu in grado di acquisire anche una consistente proprietà terriera all'interno di questo villaggio e furono nominati Signori di Inzlingen. 
Una prima grande conversione del castello risale al 1563-1566. Un'incisione su rame pubblicata nel 1625 mostra gli edifici in questo periodo. Successivamente (dal 1674 al 1745) gli edifici furono convertiti in stile barocco e intorno al 1750 anche gli interni furono rimaneggiati con lo stesso stile (Stucco; Soprapporta; Stufa in maiolica).
Dal 1820, il castello divenne un edificio industriale per la tessitura di nastri di seta e successivamente fu utilizzato per un secolo come casa colonica. Nel 1969 il castello fu acquistato dal comune di Inzlingen e successivamente ristrutturato. Dal 1978 funge da municipio del comune di Inzlingen. Inoltre, c'è un ristorante di lusso all'interno del castello.
Nel 1980 la Deutsche Post ha emesso un francobollo che mostra un'incisione del castello di Inzlingen.

## Galleria d'immagini

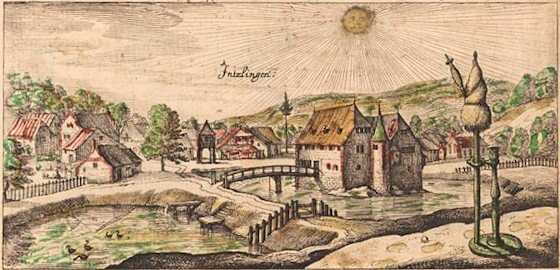
Incisione su rame 1625
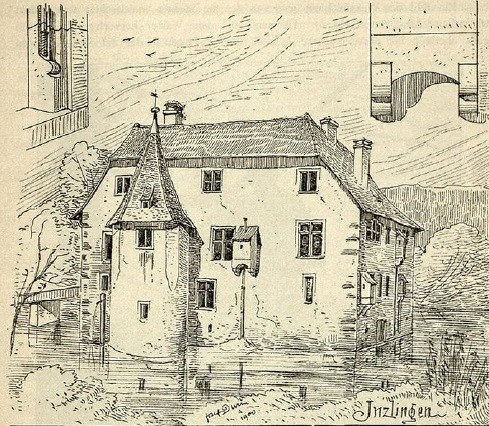
Disegno 1901
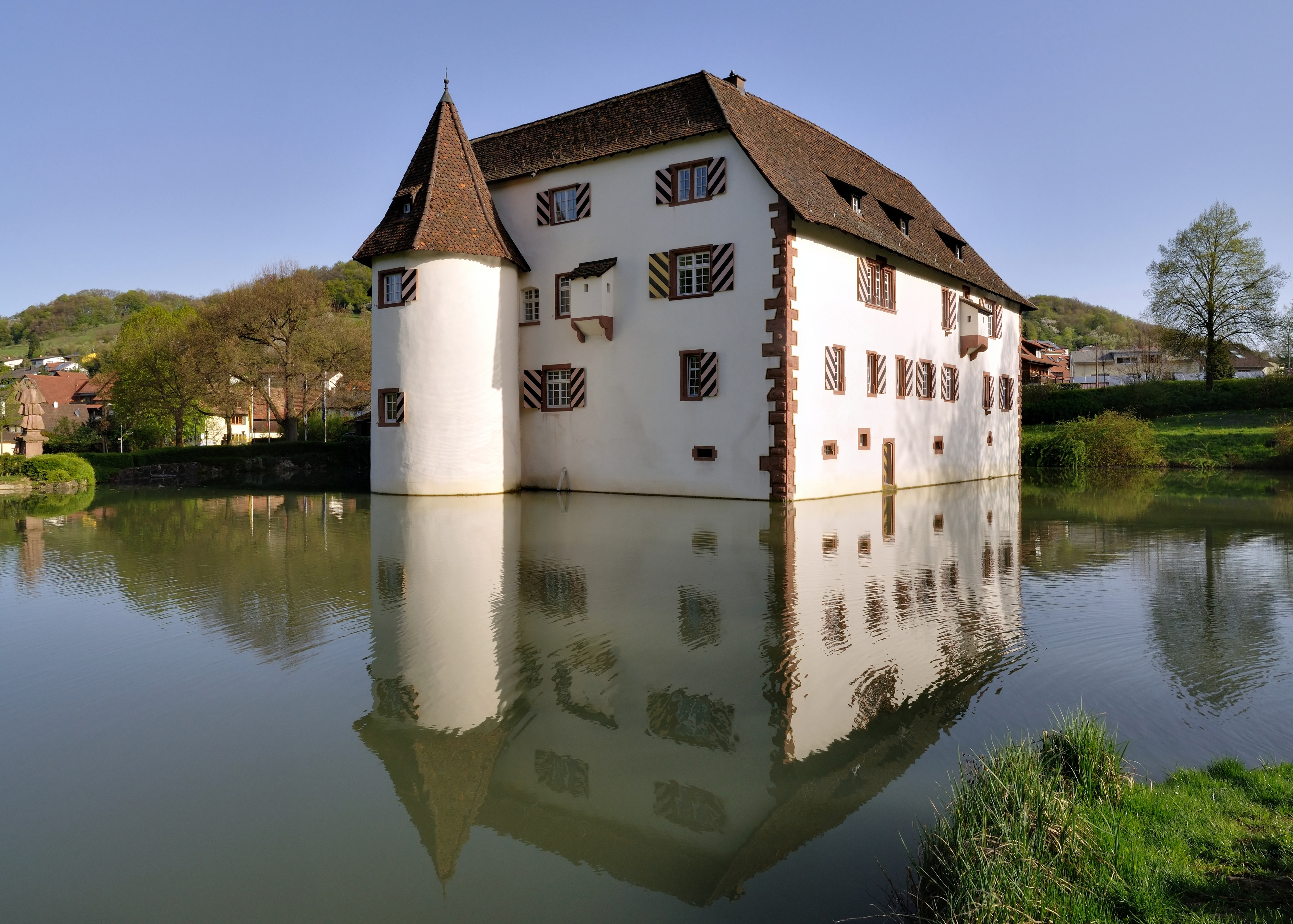
Foto 2011
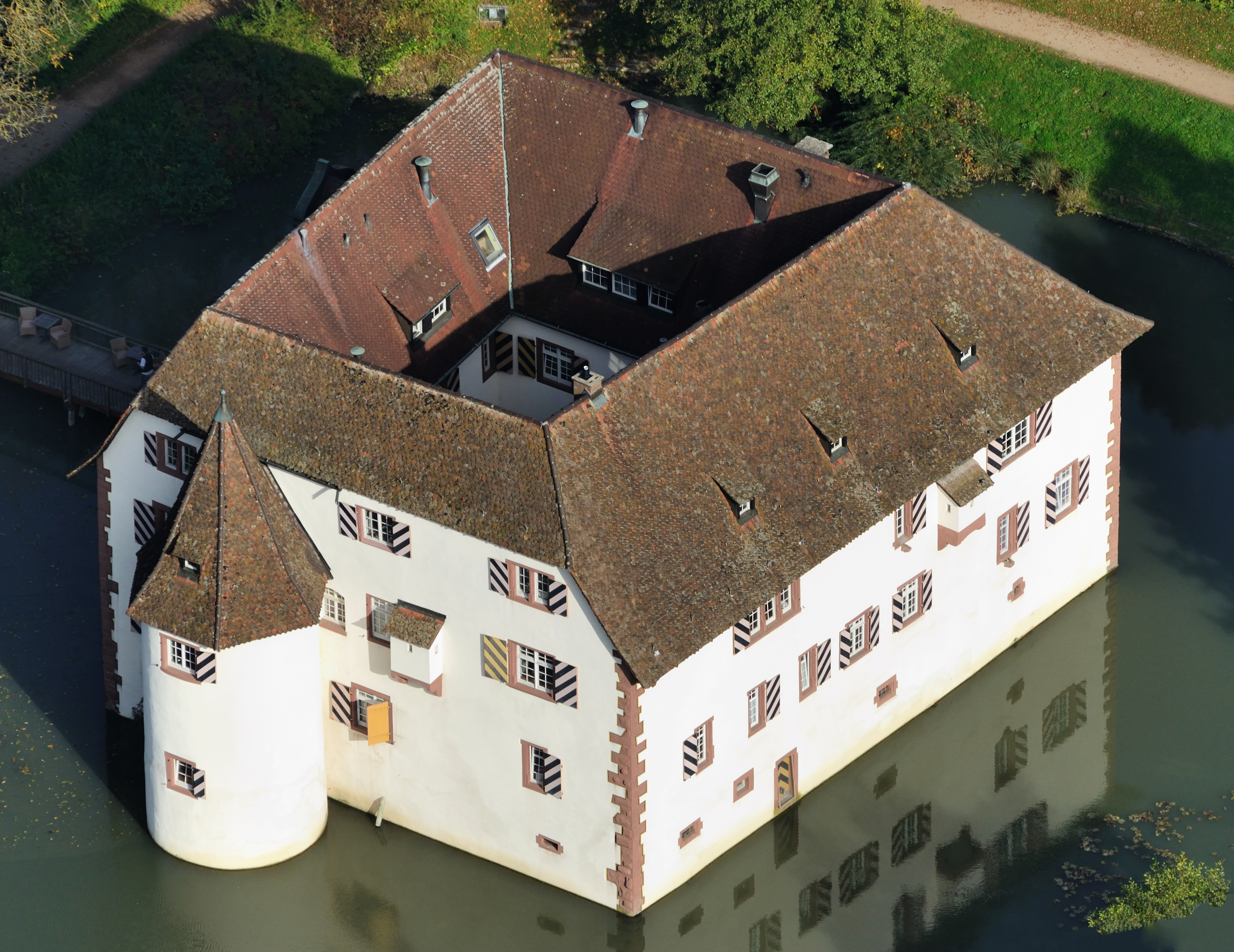
Veduta aerea 2012